# قرار مجلس الأمن التابع للأمم المتحدة رقم 1076
قرار مجلس الأمن التابع للأمم المتحدة رقم 1076، الذي اتخذ بالإجماع في 22 أكتوبر 1996، بعد النظر في الوضع في أفغانستان، والقرارات التي اتخذتها الجمعية العامة والإعلان المشترك في 4 تشرين الأول 1996 من قبل قادة كازاخستان وقرغيزستان وروسيا وطاجيكستان وأوزبكستان بشأن التطورات، ناقش المجلس تدهور الأوضاع السياسية والعسكرية والإنسانية في أفغانستان.
وثارت مخاوف بشأن المواجهة العسكرية وقتل اللاجئين، فضلاً عن التمييز ضد المرأة وانتهاك حقوق الإنسان في أفغانستان. وطُلب من جميع الأطراف في البلاد حل نزاعاتهم بالوسائل السلمية، وشدد المجلس على أهمية عدم التدخل في الشؤون الداخلية للبلاد، بما في ذلك تدفق الأسلحة إلى أفغانستان. وأن الأمم المتحدة ستواصل القيام بدور مركزي في الجهود الدولية للتوصل إلى تسوية سياسية للصراع.
ودُعيت جميع الأطراف الأفغانية إلى وقف الأعمال العدائية على الفور وبدء حوار سياسي، حيث إنها مسؤولة عن حل سياسي. وفي غضون ذلك، طُلب من جميع الدول الأخرى الامتناع عن التدخل في الشؤون الداخلية لأفغانستان، واحترام وحدة أراضيها وسيادتها واستقلالها، واحترام حق الشعب الأفغاني في تقرير مصيره. كما تم حث الدول على وقف توريد الأسلحة والذخيرة لجميع الأطراف الأفغانية.
وأكد القرار من جديد أن الصراع في أفغانستان هو أرض خصبة مثالية للإرهاب وتهريب المخدرات التي يمكن أن تزعزع استقرار المنطقة، ولذلك دعا الأطراف إلى وقف هذه الأنشطة. علاوة على ذلك، تم حث الأطراف على وقف زرع الألغام الأرضية بسبب سقوط العديد من الضحايا المدنيين. كما أدان المجلس التمييز ضد الفتيات والنساء الأفغانيات وغير ذلك من انتهاكات حقوق الإنسان والقانون الإنساني الدولي. وحث جميع الأطراف الأفغانية على التعاون مع بعثة الأمم المتحدة الخاصة في أفغانستان وجهود منظمة المؤتمر الإسلامي.
وحث المجتمع الدولي والمنظمات الدولية على تقديم المساعدة الإنسانية. وأخيراً، طُلب من الأمين العام بطرس بطرس غالي أن يقدم تقريراً عن الحالة إلى المجلس وعن تنفيذ القرار الحالي بحلول 30 تشرين الثاني / نوفمبر 1996.

## روابط خارجية
- نص القرار في undocs.org